# قسم تشله الريفي (مقاطعة غيلانغرب)
قسم تشله الريفي (بالفارسية: دهستان_چله) هي منطقة سكنية تقع في قسم في إيران. يقدر عدد سكانها بـ 8,488 نسمة .